# گودیر اف۲جی کرسر
اف۲جی سوپر کورس‌ایر (به انگلیسی: Goodyear_F2G_Corsair) یک هواگرد ملخ‌پیشین تک موتوره از نوع هواگرد ناونشین هواپیمای جنگنده ساخت شرکت Goodyear Aircraft است. هواگرد اف۲جی سوپر کورس‌ایر نخستین پروازش را در ۱۵ ژوئیه ۱۹۴۵ میلادی انجام داد. این هواگرد در سال ۱۹۴۵ میلادی تولید و رسماً معرفی گردید. در مجموع، تعداد ۱۰ فروند از این هواگرد ساخته شده‌است.

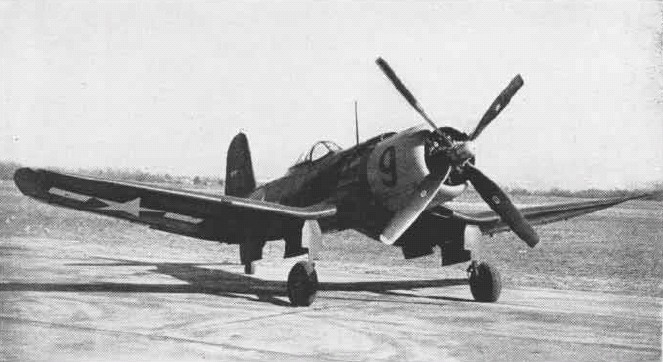
هواپیمای اف۲جی-۱ نیروی هوایی ایالات متحده ۱۹۴۵